# Colonia Polana

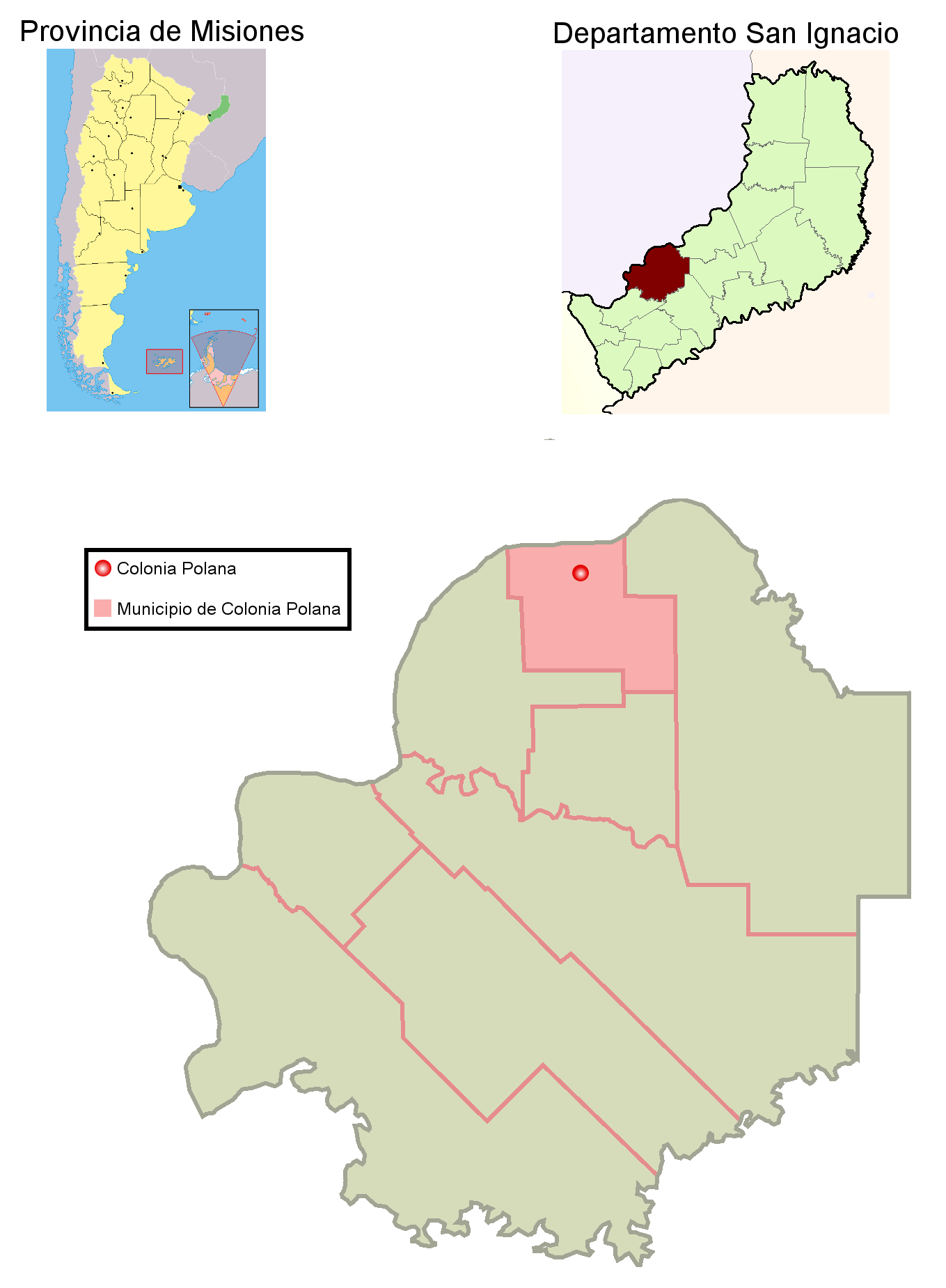
Municipio de Colonia Polana en el departamento San Ignacio y su cabecera municipal.

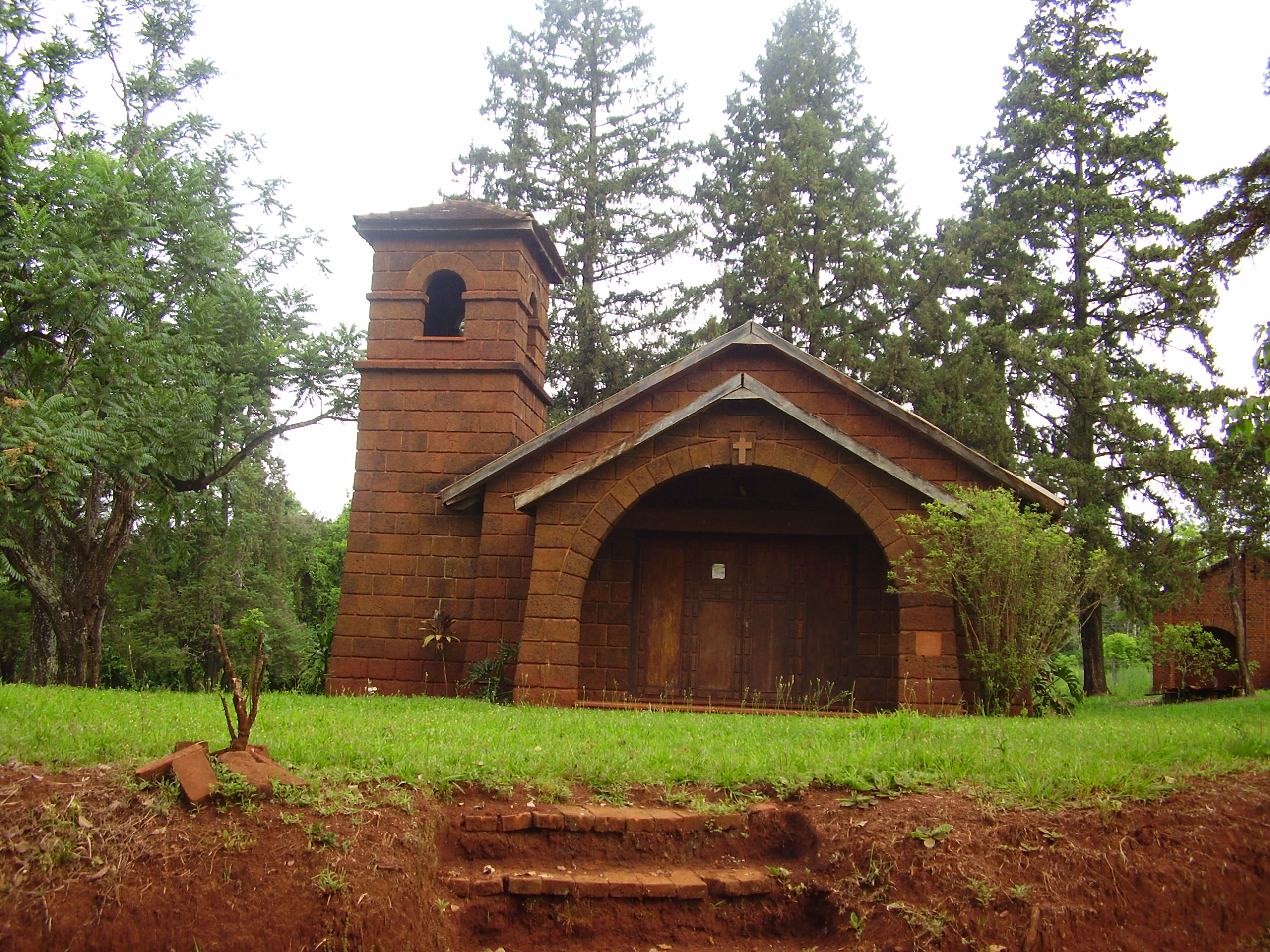
Iglesia Santa Teresita

Colonia Polana es una localidad y municipio argentino de la provincia de Misiones, ubicado dentro del departamento San Ignacio. 
El municipio cuenta con una población de 924 habitantes, según el censo del año 2001 (INDEC).
Los primeros habitantes de la zona fueron unos ingleses que se asentaron en lo que hoy se conoce como Puerto Naranjito en el año 1900. En 1930 la Compañía Colonizadora del Norte comenzó a entregar las tierras del lugar a los colonos polacos ya asentados en el lugar. En 1957 comienza a funcionar la primera comisión de fomento, preludio del actual municipio. El terreno donde se erige el edificio de dicha comisión, y actual sede municipal, fue donado por uno de sus fundadores, el inmigrante polaco Juan Kuspita Sawiski.
La actividad de Colonia Polana es netamente rural, centrándose en el cultivo de yerba mate y algunos aserraderos. En la actualidad se ha incrementado el cultivo e implantación de pinos eliotis para la producción de pasta de papel, lo que ha venido a modificar en parte el paisaje original de chacras y bosques nativos autóctonos.
En la colonia se halla radicado, bajo la naturaleza jurídica de cooperativa, un secadero de yerba mate, encargado de la elaboración primigenia del producto homónimo.
El acceso es a través de una red de caminos terrados que la comunican con Oasis, Hipólito Yrigoyen y General Urquiza.

## Toponimia
Polana, conforme a regionalismos polacos, significa claro en el bosque. En el nombre se denota la intención de los primeros habitantes de transmitir que se estaba gestando y asentando una incipiente comunidad en medio de la frondosa selva subtropical misionera.
- Datos: Q5148252
- Multimedia: Colonia Polana / Q5148252